# Петровськ-Забайкальський міський округ
Петро́вськ-Забайка́льський міський округ (рос. Петровск-Забайкальский городской округ) — міський округ у складі Забайкальського краю Російської Федерації.
Адміністративний центр та єдиний населений пункт — місто Петровськ-Забайкальський.

## Населення
Населення — 15880 осіб (2019; 18549 в 2010, 21164 у 2002).